# مگس‌گیر جنگلی نیکوبار

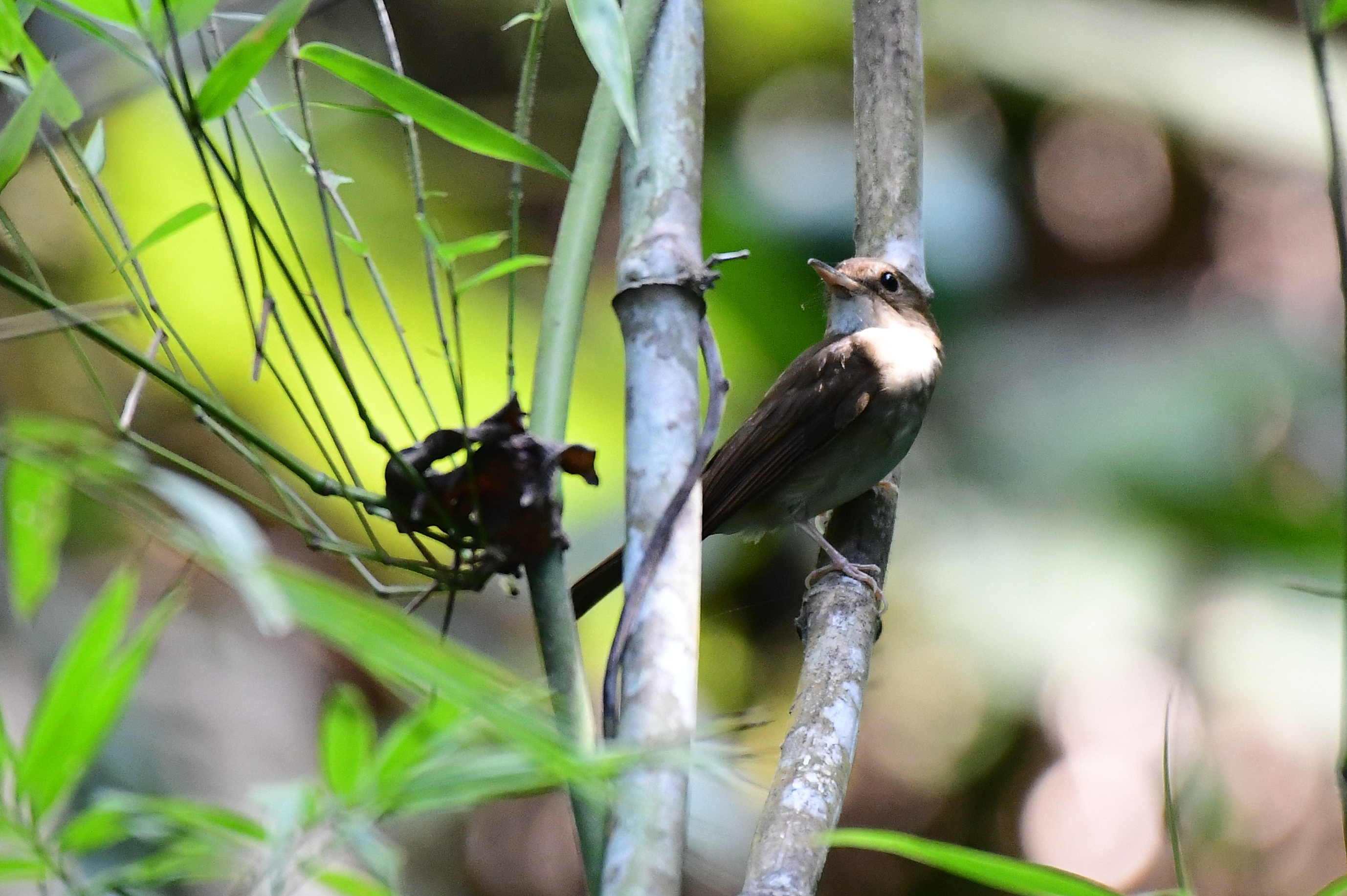
مگس گیر جنگلی نیکوبار (cyornis nicobaricus)

مگس‌گیر جنگلی نیکوبار (نام علمی: Cyornis nicobaricus) نام یک گونه از سرده مگس‌گیرهای آبی است.